# Christoph Zenger
Christoph Zenger (Lindau (Bodensee), 10 de agosto de 1940) é um matemático alemão.

## Publicações selecionadas
- com Michael Griebel and Michael Schneider: A combination technique for the solution of sparse grid problems. SFB, München 1990
- com Sascha Hilgenfeldt and Robert Balder: Sparse Grids. SFB, München 1995.
- com Hans-Joachim Bungartz and Michael Griebel: Einführung in die Computergraphik. Vieweg, Braunschweig 2002, ISBN 3-528-16769-6
- Der Fluch der Dimension in der numerischen Simulation (2004)
- A cache-oblivious self-adaptive full multigrid method (2006)